# Sacculina reniformis
Sacculina reniformis är en kräftdjursart som beskrevs av Hilbrand Boschma 1933. Sacculina reniformis ingår i släktet Sacculina och familjen Sacculinidae. Inga underarter finns listade i Catalogue of Life.